# Protolestes kerckhoffae
Protolestes kerckhoffae là loài chuồn chuồn trong họ Megapodagrionidae. Loài này được Schmidt in Fraser mô tả khoa học đầu tiên năm 1949.